# Кун Вервей

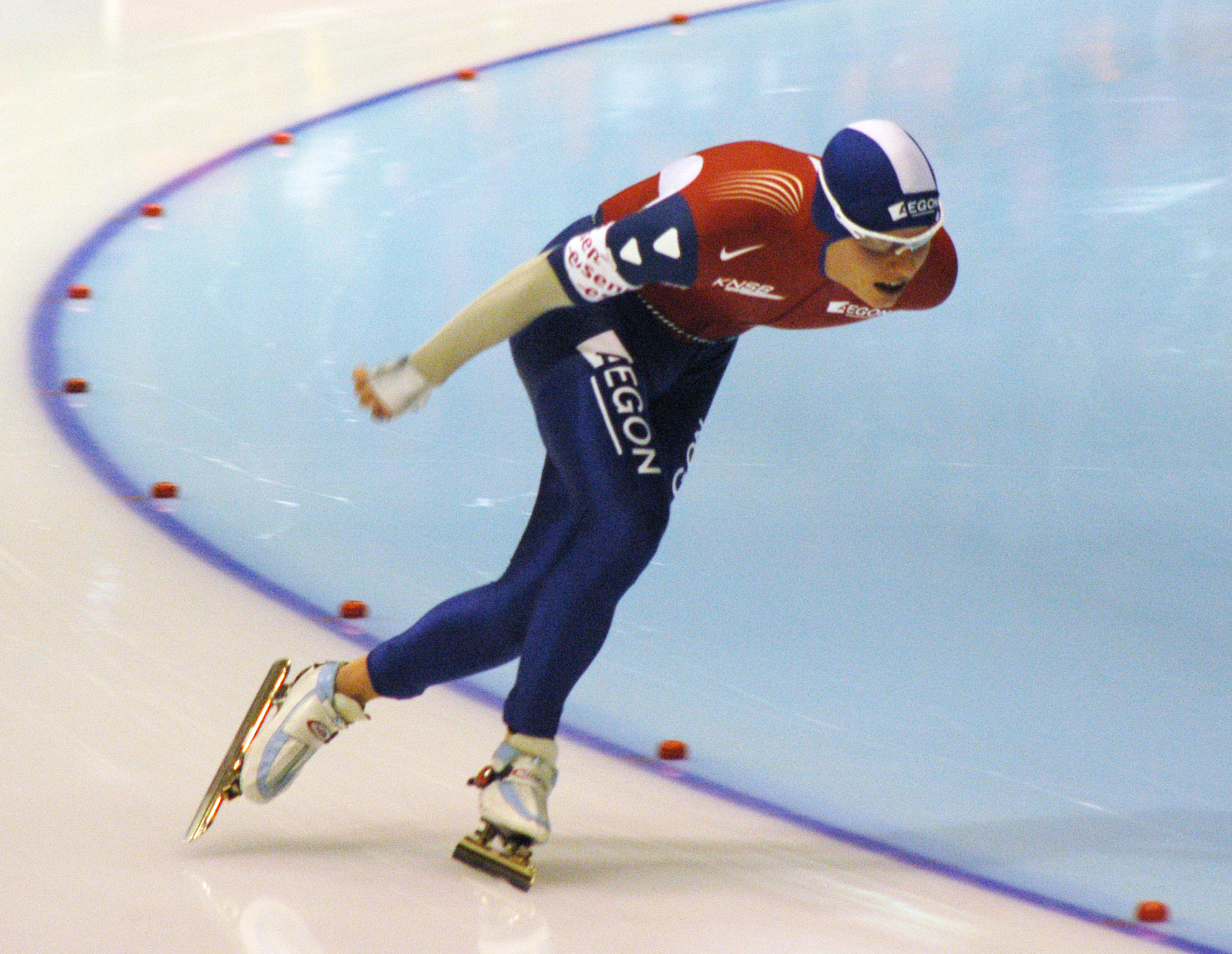
Кун 2009 року

Кун Вервей (нід. Koen Verweij) — нідерландський ковзаняр, олімпійський чемпіон та медаліст, чемпіон світу, призер чемпіонатів Європи. 
Золоту олімпійську медаль та звання олімпійського чемпіона Вервей виборов на Сочинській олімпіаді 2014 року в командній гонці переслідування. Крім того він здобув у Сочі срібло на дистанції 1500 метрів.
На Пхьонхчанській олімпіаді 2018 року Вервей здобув дві бронзові медалі — у мас-старті та в командній гонці.

## Виноски
1. ↑  Men's mass start results (PDF). Архів оригіналу (PDF) за 25 лютого 2018. Процитовано 8 квітня 2018.
2. ↑  Men's team pursuit results (PDF). Архів оригіналу (PDF) за 21 лютого 2018. Процитовано 8 квітня 2018.